# HIStory/Ghosts
HIStory/Ghosts är en singel av den amerikanska sångaren Michael Jackson från albumet Blood on the Dancefloor.
Singeln hade i sin första släppningsversion en dubbel A-sida, Ghosts från Blood on the Dance Floor-albumet och Tony Morans remix av låten History från HIStory-albumet (remixen finns på Blood on the Dance Floor). History är hittills den enda Michael Jackson-låt där en remixversion valts att släppas på singel istället för originalversionen, detta val var förmodligen ett väldigt smart drag då Tony Morans remixversion var mycket mer kommersiellt gångbar än originallåten. Det var också History som av de två låtarna fick mest speltid på radion och lyckades skjuta upp Blood On The Dancefloor försäljningsresultat något, denna singel visade sig bli den sista från HIStory/Blood on the Dancefloor albumen då den sista singeln Smile aldrig släpptes.
Singeln släpptes inte i USA förmodligen på grund av Blood On The Dance Floors dåliga försäljningsresultat.

## Låtlista

### Storbritannien Version 1
1. HIStory (Tony Moran's 7" HIStory Lesson Edit) 4:09
2. HIStory (radio edit) 3:58
3. Ghosts (radio edit) 3:50
4. Ghosts (Mousse T's Club Mix) 6:03

### Storbritannien Version 2
1. HIStory (Tony Moran's HIStory Lesson) 8:00
2. HIStory (Tony Moran's HIStorical Dub) 7:56
3. HIStory (MARK!'s Vocal Club Mix) 9:10
4. HIStory (The Ummah Radio Mix) 4:59
5. HIStory (The Ummah Urban Mix) 4:19

## Musikvideon
Musikvideon till History utspelar sig i klubbmiljö där människor dansar till låten, Michael Jackson själv medverkade inte i videon, förmodligen eftersom han befann sig på turné och inte hade tid att spela in någon video. Dock syntes han på ett antal bildskärmar i klubbmiljön, där även John F Kennedy, Nelson Mandela, Martin Luther King, och Desmond Tutu syntes till.
För information om Ghosts video se Ghosts (kortfilm)

## Liveframträdanden
- HIStory framfördes i sin albumversion under alla konserter under HIStory World Tour 1996-1997, låten var under hela turnén avslutningslåt.